# Kohl: a Journal for Body and Gender Research
Kohl: a Journal for Body and Gender Research (häufig: Kohl Journal; Arabisch: arabisch كُحْل: مجلّة لأبحاث الجسد والجندر) ist eine zweimal jährlich erscheinende Fachzeitschrift für feministische und queere Forschung im Nahen Osten, Nordafrika und Südwestasien. Die Fachzeitschrift ist ein Peer Reviewed, Open-Access-Journal. Jede Ausgabe von Kohl erscheint in zwei Versionen: einer in arabischer Sprache und einer weiteren in englischer und französischer Sprache. Publiziert werden Artikel, Meinungsbeiträge, Erfahrungsberichte, Kommentare, Gespräche, Interviews und literarische Beiträge.
Außerdem führt das Journal Konferenzen durch, wie z. B. Decolonizing Knowledge around Gender and Sexuality in Zusammenarbeit mit CTDC im Jahr 2018 an der Birkbeck University in London oder die Alternative Economies Conference im Jahr 2019 in Beirut.
Das Journal hat seinen Sitz in Beirut und Paris. Es wird von Intersectional Knowledge Publishers publiziert.

## Geschichte
Das Journal wurde von Ghiwa Sayegh gegründet, einer queerfeministischen Schriftstellerin, Verlegerin und Archivarin aus dem Libanon. Die erste Ausgabe erschien im Sommer 2015 mit dem Thema „Rethinking Intersections: A MENA-centred Definition of Gender and Sexuality“. Seitdem erscheinen zweimal jährlich Themenhefte zu Schwerpunkten wie „Sex, Desire and Intimacy“ (2017), „Centralizing Reproductive Justice“ (2019) und weiteren.
Das Journal wurde von 2015 bis 2021 in Zusammenarbeit mit dem Beiruter Büro der Heinrich-Böll-Stiftung publiziert. Im Nachgang zum virtuellen Festival Crear | Résister |Transform publizierte Kohl zusammen mit der Association for Women’s Rights in Development Jahr 2022 ein Journal zum Thema „Transnational Embodiments“.

## Redaktionelle Ausrichtung
Kohl verfolgt das Ziel, unabhängige, kontextbezogene und nicht-exotisierende Forschung zu Fragen von Gender, Feminismus und Sexualität im Nahen und Mittleren Osten zu fördern. Ausgangspunkt ist dabei die Beobachtung, dass literarische, akademische und journalistische Arbeiten zu diesen Themen häufig von orientalistischen Vorurteilen geprägt sind.